# Bouira

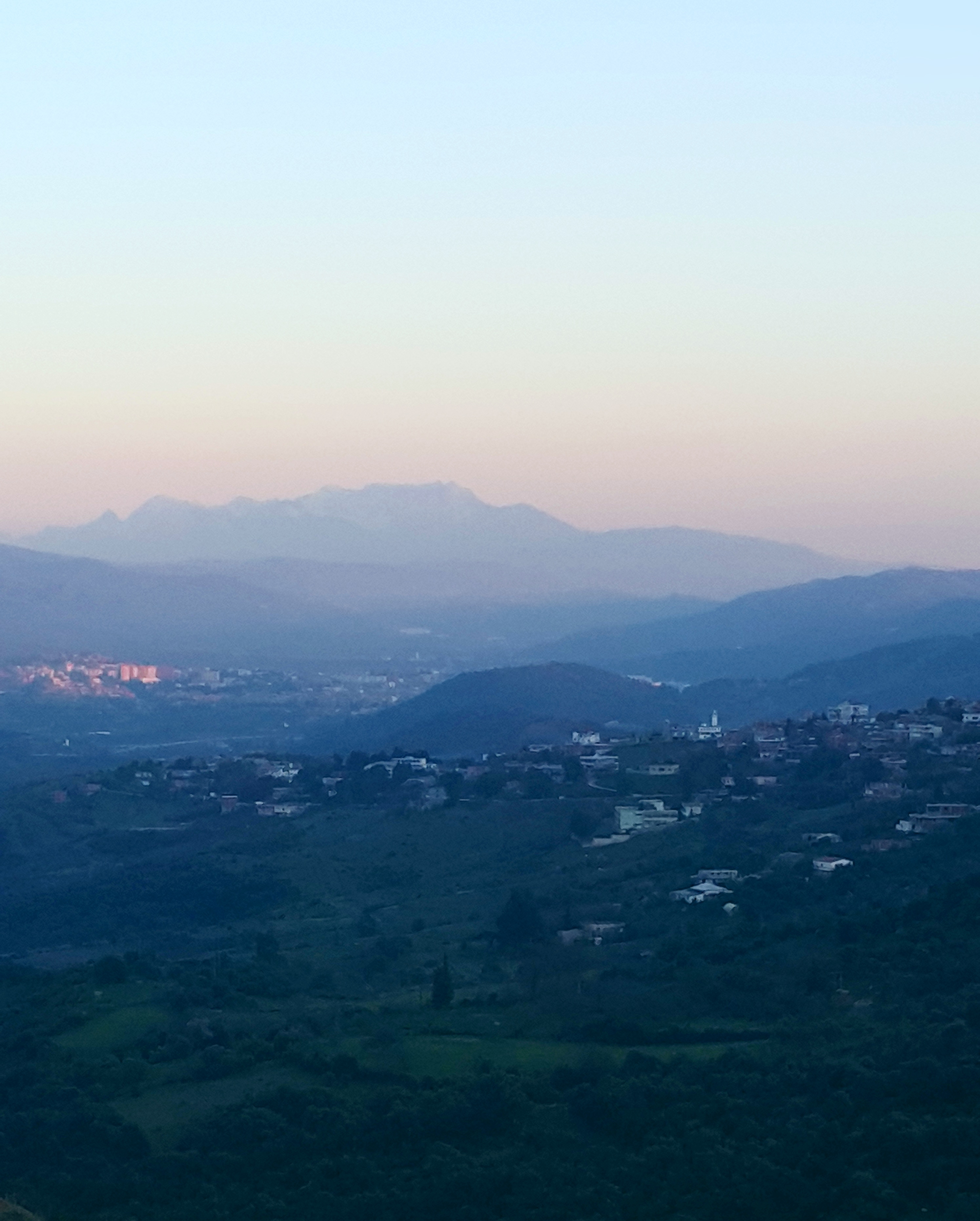
Bouira

Bouira is een stad in Algerije en is de hoofdplaats van de provincie Bouira.
Bouira telt naar schatting 58.000 inwoners.